# Symphlebia
Symphlebia is een geslacht van vlinders van de familie spinneruilen (Erebidae).

## Soorten
- S. abdominalis Herrich-Schäffer, 1855
- S. affinis Rothschild, 1909
- S. alinda Dyar, 1909
- S. angulifascia Rothschild, 1933
- S. aryllis Schaus, 1896
- S. catenata Schaus, 1905
- S. citrarius Dognin, 1889
- S. costaricensis Rothschild, 1909
- S. dissimulata Reich, 1936
- S. distincta Rothschild, 1933
- S. doncasteri Rothschild, 1910
- S. dorisca Schaus, 1933
- S. erratum Schaus, 1933
- S. favillacea Rothschild, 1909
- S. foliosa Seitz, 1921
- S. fulminans Rothschild, 1910
- S. geertsi Hulstaert, 1924
- S. haenkei Daniel, 1952
- S. haxaiei de Toulgoët, 1988
- S. herbosa Schaus, 1910
- S. hyalina Rothschild, 1909
- S. ignipicta Hampson, 1904
- S. indistincta Rothschild, 1909
- S. ipsea Druce, 1884
- S. jalapa Druce, 1894
- S. jamaicensis Schaus, 1896
- S. juvenis Schaus, 1896
- S. lophocampoides Felder, 1874
- S. maculicincta Hampson, 1901

- S. meridionalis Schaus, 1905
- S. muscosa Schaus, 1910
- S. neja Schaus, 1905
- S. nigranalis Schaus, 1915
- S. nigropunctata Reich, 1935
- S. obliquefasciatus Reich, 1935
- S. palmeri Rothschild, 1910
- S. panema Dognin, 1923
- S. perflua Walker, 1869
- S. primulina Dognin, 1914
- S. pyrgion Druce, 1897
- S. rosa Druce, 1909
- S. rufobasalis Rothschild, 1909
- S. similis Rothschild, 1917
- S. suanoides Schaus, 1921
- S. suanos Druce, 1902
- S. sulphurea Joicey & Talbot, 1916
- S. tessellata Schaus, 1910
- S. tetrodonta Dognin, 1911
- S. tolimensis Rothschild, 1916
- S. underwoodi Rothschild, 1910
- S. venusta Dognin, 1921